# Roger Corrèze
Pour les articles homonymes, voir Corrèze.
Roger Corrèze, né le 1er juillet 1920 et décédé le 13 avril 2000, est un homme politique français. 

## Détail des fonctions et des mandats
- 30 juin 1968 - 1er avril 1973 : Député de la 2e circonscription de Loir-et-Cher
- 11 mars 1973 - 2 avril 1978 : Député de la 2e circonscription de Loir-et-Cher
- 12 mars 1978 - 22 mai 1981 : Député de la 2e circonscription de Loir-et-Cher
- 21 juin 1981 - 1er avril 1986 : Député de la 2e circonscription de Loir-et-Cher
- 16 mars 1986 - 14 mai 1988 : Député de Loir-et-Cher